# Облуковина
Облуковина — река на западном побережье полуострова Камчатка.
Длина реки — 213 км. Площадь водосборного бассейна — 3110 км². Протекает по территории Быстринского и Соболевского районов Камчатского края России.
Впервые упоминается в донесениях В. В. Атласова как Кыкша.
Река названа в начале XVIII века русскими казаками по имени местного ительмена Аглукомы, которое впоследствии трансформировалось в Оглукомину и затем уже в Облуковину. Название на языке местного ительменского населения — Шеагачь.

## Притоки
Объекты перечислены по порядку от устья к истоку.
- 8 км: Лагога
- 34 км: Пооль
- 38 км: Кивая
- 46 км: Пажич
- 52 км: Озёрная
- 54 км: Хынхоча
- 66 км: река без названия
- 74 км: Ичхерек
- 87 км: Осиповичи
- 116 км: река без названия
- 126 км: река без названия
- 137 км: река без названия
- 152 км: Капитанская
- 164 км: Филиппа
- 167 км: река без названия
- 170 км: Богдановская
- 180 км: Богдановича
- 185 км: Этыканендя

## Данные водного реестра
По данным государственного водного реестра России относится к Анадыро-Колымскому бассейновому округу.
По данным геоинформационной системы водохозяйственного районирования территории РФ, подготовленной Федеральным агентством водных ресурсов:
- Код водного объекта в государственном водном реестре — 19080000212120000029656